# Mistrovství světa v cyklokrosu 1970
21. Mistrovství světa v cyklokrosu se konalo 22. února 1970 na závodním okruhu v Zolderu v Belgii. Mistrovství bylo rozděleno na dvě kategorie - muž (profesionálové, elite) a amatéři.

## Muži
Závodu se zúčastnilo 24 závodníků, ale jen 23 jich bylo klasifikováno. Trať měřila 23 km.
| Poř.             | Jméno                     | Čas          |
| Zlatá medaile    | Eric De Vlaeminck         | 1.03:50      |
| Stříbrná medaile | Albert Van Damme          | + 00 s       |
| Bronzová medaile | Rolf Wolfshohl            | + 24 s       |
| 4                | Roger De Vlaeminck        | + 1 min 33 s |
| 5                | Renato Longo              | + 2 min 06 s |
| 6                | Julien Van den Haesevelde | + 3 min 22 s |

## Amatéři
V cíli bylo klasifikováno 41 závodníků. Trať měřila 20. 835 km.
| Poř.             | Jméno               | Čas          |
| Zlatá medaile    | Robert Vermeire     | 56 min 12 s  |
| Stříbrná medaile | José Maria Basualdo | + 24 s       |
| Bronzová medaile | Norbert Dedeckere   | + 1 min 14 s |
| 4                | René De Clercq      | + 1 min 34 s |
| 5                | Wolfgang Renner     | + 2 min 34 s |
| 6                | Roger Bijn          | + 2 min 42 s |
| ...              |                     |              |
| 22               | Pavel Krejčí        | + 5 min 06 s |
| 29               | Hynek Kubíček       | + 6 min 38 s |
| 34               | Ladislav Kalinka    | + 7 min 26 s |